# 塔拉法斯
塔拉法斯是巴西塞阿拉州的一个市镇。总面积454.39平方公里，总人口8397人，人口密度18.5人/平方公里。